# Call of the Wild (2009)
Call of the Wild is een Amerikaanse 3D-avonturenfilm uit 2009 geregisseerd door Richard Gabai. De hoofdrollen worden vertolkt door Christopher Lloyd, Wes Studi, Timothy Bottoms, Ariel Gade en Aimee Teegarden. De film is een moderne interpretatie van de gelijknamige roman van Jack London uit 1903.

## Verhaal
Weduwnaar Bill Hale uit Montana neemt zijn kleindochter Ryan een paar weken in huis terwijl haar ouders in het buitenland zijn. Op een avond vindt Ryan een gewonde wilde wolfshond. Ze ontfermt zich over het dier en noemt hem Buck.
Een poos later duiken Heep en zijn zoon Ozz op en beweren dat ze Buck al een paar dagen eerder gevonden hadden. Ze dagen Ryan en Jack, de buurjongen van Bill, uit voor een hondensleerace. Jack traint Buck om een sledehond te worden, maar op een dag crasht Buck de slee en rent weg in het bos. Al snel komt hij terug, vergezeld van Hatcher, een man die alleen in het bos woont. Hij brengt Ryan en Jack weer naar huis.
Op de dag van de race proberen Heep en Ozz vals te spelen, totdat Ozz van gedachten verandert en weigert. Ryan en Jack winnen de race, Heep is razend en haalt uit naar Buck, waarop die hem aanvalt. De sheriff wil het wilde dier wegbrengen, maar iedereen is het er over eens dat Hatcher voortaan voor Buck moet zorgen, aangezien zijn oude hond gestorven is.

## Rolverdeling
| Acteur              | Personage      |
| ------------------- | -------------- |
| Christopher Lloyd   | Bill Hale      |
| Ariel Gade          | Ryan Hale      |
| Wes Studi           | Hatcher        |
| Aimee Teegarden     | Tracy          |
| Devon Graye         | Ozz Heep       |
| Kameron Knox        | Jack           |
| Joyce DeWitt        | Jolene         |
| Jaleel White        | Dr. Spencer    |
| Christopher Dempsey | John Thornton  |
| Devon Iott          | Marla          |
| Veronica Cartwright | Sheriff Taylor |
| Timothy Bottoms     | Heep           |

## Ontvangst
De film kreeg matige recensies. Call of the Wild behaalde een publieksscore van 38%  op Rotten Tomatoes, met een waardering van 2,9/5.